# شهرستان مانه
شهرستان مانه یکی از شهرستان‌های استان خراسان شمالی ایران است. مرکز این شهرستان، شهر پیش‌قلعه است.
این شهرستان در تاریخ ۳۱ خرداد ۱۴۰۲ از شهرستان مانه و سملقان جدا شد و مستقل گردید.

## پیشینه نام
مانه در زبان فارسی به معنای خانه و اثاث خانه را می‌دهد که احتمالاً به‌علت ماندگاری عده‌ای در این منطقه این نام بر روی این منطقه گذاشته شده و اقوام ماندگار معنای خانه و محل زندگیشان را از آن استنباط می‌کرده‌اند؛ همچنین مان در زبان کردی نیز همان معنای ماندن را می‌دهد و احتمال قریب به یقین کسانی که در اینجا موطن یافته‌اند، کرد بوده‌اند.
فرض دیگر این است که چون این منطقه نقطه مرزی بین کردها و ترک‌ها بوده و کردها به نوعی نقش دفاع را در این منطقه داشته‌اند و همچنین وجود موانع و گردنه‌های صعب‌العبور، علت گذاشتن این نام بر این منطقه بوده است؛ زیرا مان در زبان کردی معنای مانع را نیز می‌دهد.

## موقعیت جغرافیایی
شهرستان مانه از شمال با شهرستان راز و جرگلان، از شمال غربی با کشور ترکمنستان، از جنوب با شهرستان سملقان، از شرق با شهرستان بجنورد و از غرب با شهرستان مراوه‌تپه استان گلستان همسایه است.

## تقسیمات کشوری
شهرستان مانه دارای ۲ بخش، ۴ دهستان و ۱ شهر به شرح زیر است:

### شهرستان مانه
| بخش     | مرکز بخش | جمعیت بخش ۱۳۹۵ | نام دهستان | مرکز دهستان   | جمعیت دهستان ۱۳۹۵ | شهر              | جمعیت شهر ۱۳۹۵   |
| ------- | -------- | -------------- | ---------- | ------------- | ----------------- | ---------------- | ---------------- |
| مرکزی   | محمدآباد | ۱۶٬۴۶۴ نفر     | اترک       | بازاره قارناس | ۸٬۰۹۷ نفر         | پیش‌قلعه          | ۲٬۰۰۱ نفر        |
| مرکزی   | محمدآباد | ۱۶٬۴۶۴ نفر     | عشق‌آباد    | عشق‌آباد       | ۶٬۳۶۶ نفر         | پیش‌قلعه          | ۲٬۰۰۱ نفر        |
| شیرین‌سو | خرتوت    | ۹٬۶۱۸ نفر      | کهنه جلگه  | کهنه جلگه     | ۵٬۳۱۶ نفر         | **************** | **************** |
| شیرین‌سو | خرتوت    | ۹٬۶۱۸ نفر      | شیرین‌سو    | کالیمانی      | ۴٬۳۰۲ نفر         | **************** | **************** |

## جمعیت
بر پایه سرشماری عمومی نفوس و مسکن در سال ۱۳۹۵، جمعیت شهرستان مانه برابر با ۲۶٬۰۸۲ نفر بوده است.